# Медовщиково
Медовщиково — деревня в Вологодском районе Вологодской области.
Входит в состав Подлесного сельского поселения, с точки зрения административно-территориального деления — в Подлесный сельсовет.
Расстояние по автодороге до районного центра Вологды — 14 км, до центра муниципального образования Огарково — 1 км. Ближайшие населённые пункты — Крылово, Огарково, Катунино, Погорелово, Чахлово, Кишкино, Лазарево.
По данным переписи в 2002 году постоянного населения не было.